# Kamień runiczny z Rävsal

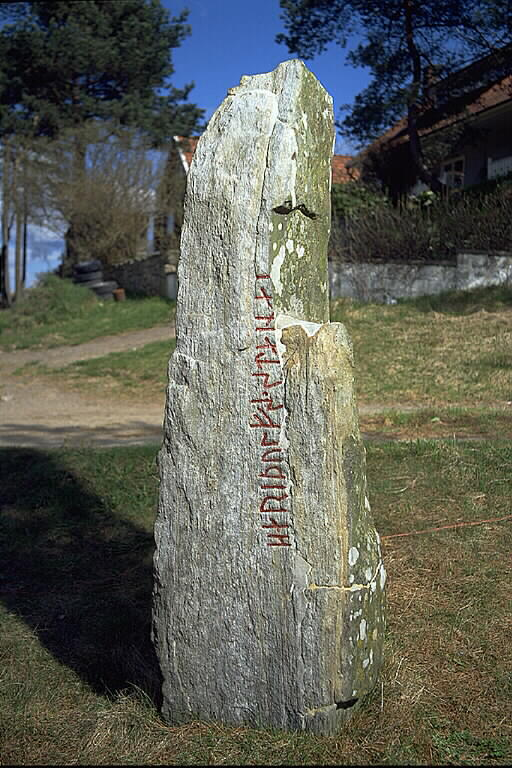
Kamień runiczny z Rävsal

Kamień runiczny z Rävsal – kamień runiczny znajdujący się na farmie Rävsal w parafii Valla na wyspie Tjörn w szwedzkiej prowincji Bohuslän.
Gnejsowy głaz ma 1,6 m wysokości i 0,6 m szerokości. Od podstawy zwęża się ku górze, przypominając nieco ostrosłup. Datowany na 600–650 rok. Po raz pierwszy opisany przez Johana Ödmana w 1746 roku, stał wówczas w towarzystwie pięciu innych kamieni. W XIX wieku jego górna część uległa częściowemu zniszczeniu. W XX wieku został przeniesiony ze swojej pierwotnej lokalizacji na polu na pobliskie wzgórze. Na zachodniej ścianie kamienia wyryta została inskrypcja runiczna. Jej treść głosi:
hAriwulfs.stAinaR
„Hariwulfa kamienie”